# Vějířovka takada
Vějířovka takada (Scaevola taccada) je stálezelený, nenáročný keř, výjimečně i malý strom. Je jedním z téměř stovky druhů rodu vějířovka, které rostou v subtropickém a tropickém pásu po obou stranách rovníku.

## Rozšíření
Druh pochází z oblasti Austrálie a byl v dávné minulosti rozšířen na pláže a korálové útesy tropického Indického a Tichého oceánu, roste od východního pobřeží Afriky, přes jižní a jihovýchodní oblasti Asie a Austrálii, přes mnohé tichomořské ostrovy až po Havaj. V nedávné době se vějířovka takada dostala do Karibiku i na Floridu, kde je pro své rychle rozmnožování považována za invazní rostlinu; zarůstá písčité břehy v tradičních hnízdících oblastech mořských želv a brání jim tak v přístupu do míst, kde hodlají snést vejce.
Vyskytuje se v pobřežních oblastech v mangrovech, v písčitých dunách, v narušených plochách s písčitou nebo kamenitou půdou a dostává se i na pláže. Roste také v plantážích palem a v pobřežních lesích. Vytváří rozlehlé kolonie a vytlačuje tak původní rostlinné druhy. Je tolerantní ke slané vodě i slaným mlhám, roste na místech s ročním úhrnem srážek nejméně 500 mm a průměrnou roční teplotou nad 19 °C.

## Popis

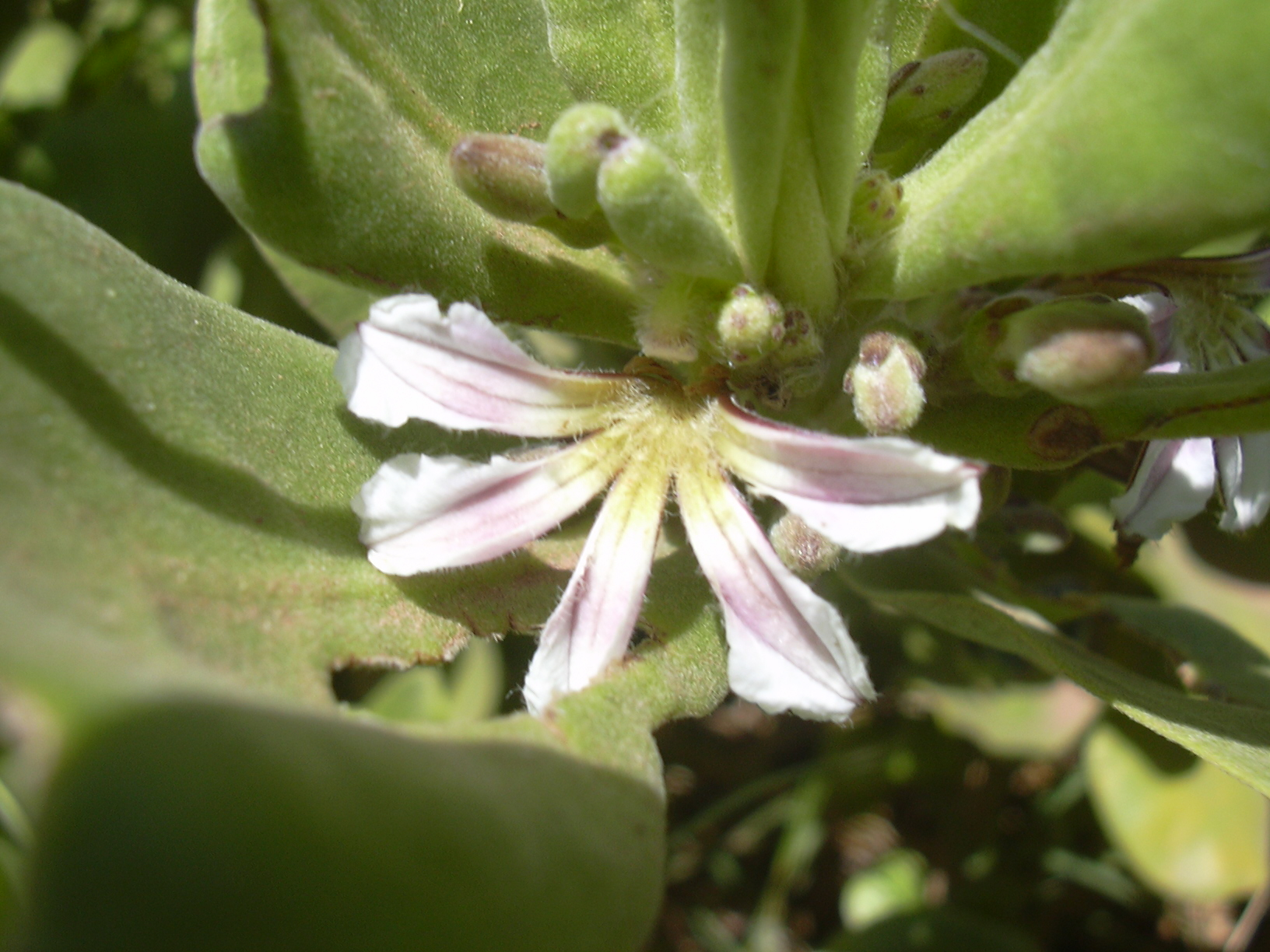
Květ vějířovky takady

Vytrvalý, široce rozložitý keř, nebo ojediněle strom, nejčastěji dorůstající do výše 1 až 3 metrů. Má kulaté, až 1 cm hrubé, lysé větévky na koncích střídavě porostlé nahloučenými řapíkatými listy. Jejich lesklé, mírně masité čepele s voskovitým povlakem bývají dlouhé10 až 25 cm a 5 až 10 cm široké. Tvar mají podlouhlý či dlouze obvejčitý, u báze jsou klínovité a na konci tupě zaoblené, většinou jsou na okraji podvinuté a z jejich úžlabí vyrůstají dlouhé chlupy. Po obvodě jsou celistvé nebo u vrcholu mají několik mělkých zářezů.
Oboupohlavné, asi 2 cm velké, příjemně vonící květy na krátkých stopkách rostou v hustých, krátkých úžlabních vrcholících, nejvíce u konců větví. Pětičetné, jen v jedné ose symetrické květy mají čárkovité kališní lístky a asi 1 cm dlouhou rozštěpenou korunní trubku, která se rozšiřuje do lístků rozložených do půlkruhu směřující obloukem dolů a vzdáleně tak připomíná vějíř. Tyto lístky jsou kopinaté, asi 1 cm dlouhé, bývají bílé až bledě žluté, mají nafialovělé žilky a po okrajích bývají brvité.
Rostlina vykvétá již v prvém roce věku a květ je otevřen ve dne i v noci po dobu asi pěti dnů. Hojně bývá navštěvován včelami přinášející pyl na jeho širokou bliznu. Květy jsou protandrické, pyl v prašnících dozrává dříve než blizny. Ploidie druhu je 2n = 16.
Plod je vejčitá, bělavá peckovice asi 1 až 1,5 cm dlouhá se zbytkem květního obalu na vrcholu a s dužnatým mezokarpem. Přepážkou je uvnitř rozdělená na dvě části, z nichž každá obsahuje jednu, asi 0,8 mm velkou pecku s vrásčitým korkovitým osemením.

## Rozmnožování
Rostliny se pomoci semen (pecek) nejčastěji rozšiřují podél řek, kanálů i mořského pobřeží. Lehký, korkovitý mezokarp umožňuje semenům plout bez újmy i rok po mořské hladině. Plody jsou také potravou ptáků a ti v trusu roznášejí klíčivá semena. Semena klíčí tím rychleji, čím déle byla namočena ve slané vodě, klíčí však jen v půdě se zálivkou sladké vody.
Tento druh také koření z řízků ulomených větví nebo kořenů, které mohou být z dospělé rostliny odděleny lidskou činností nebo nepřízní počasí (voda, vítr). Proto se tento druh vyskytuje hlavně v blízkosti vodních toků nebo podél pobřežní čáry.

## Využití
Vějířovka takada se i přes velké rozšíření využívá jen málo. Na některých ostrovech v Pacifiku bývá vysazován na písčitá místa, kde dochází k půdní erozi pobřeží. V Polynésii se používá k pletení tradičních věnců, k výrobě košíků a bývá součásti rybářských sítí. V tradiční asijské a polynéské medicíně se listů používá proti zánětům, horečce, diabetu, proti srážlivosti krve i uvolnění svalových křečí.

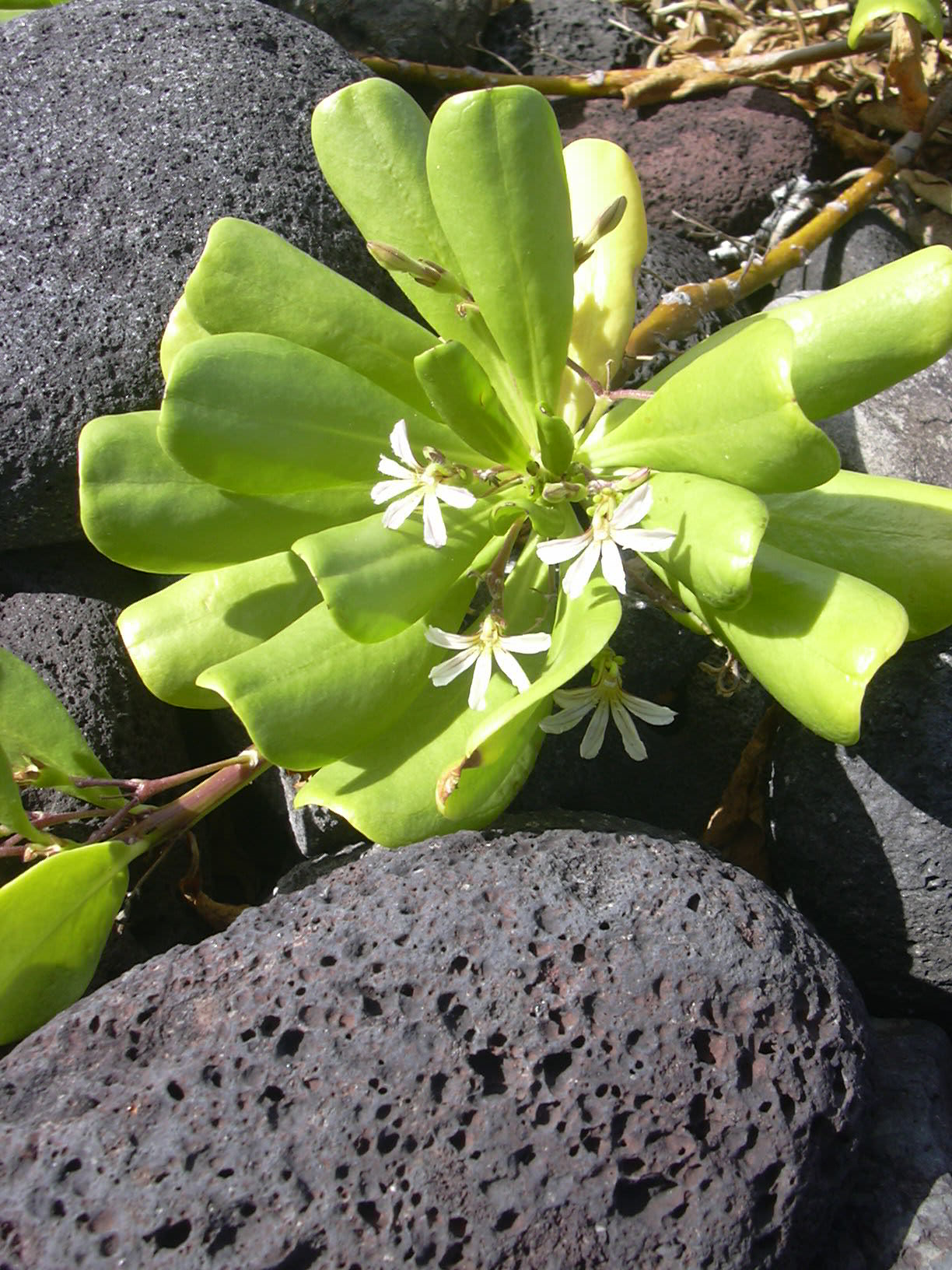
Osamělá rostlina
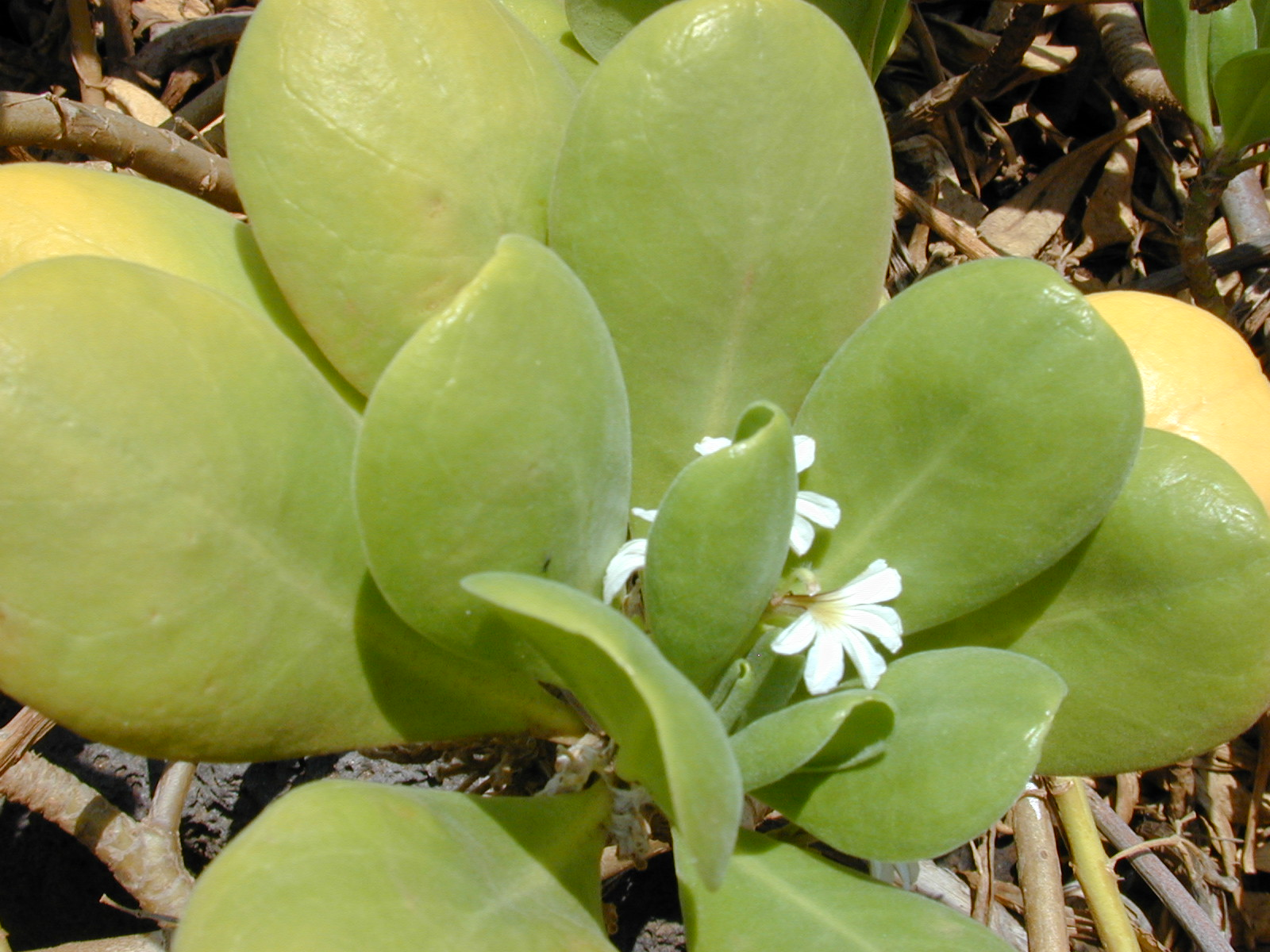
Listy
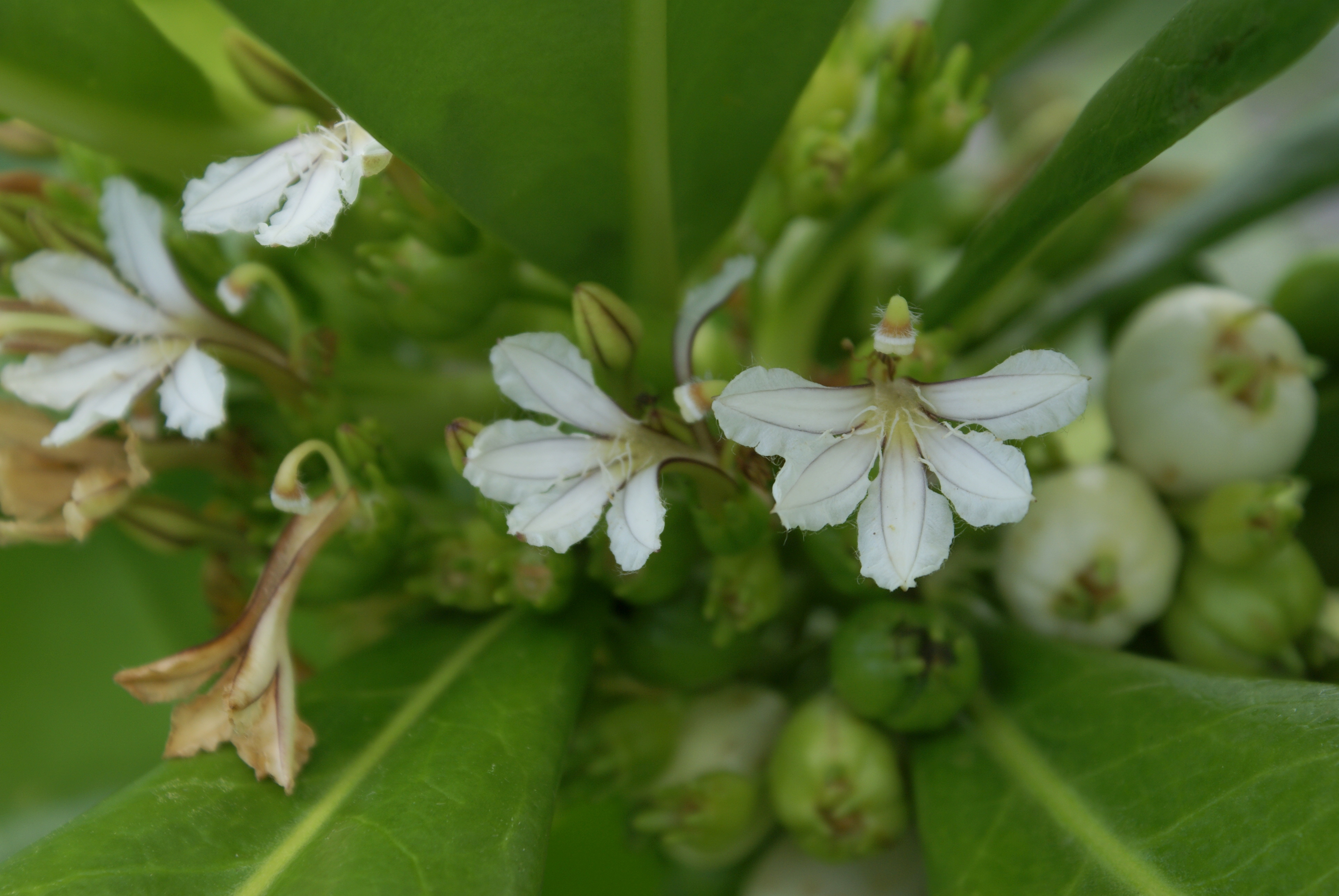
Květy a plody